# International One Metre
La International One Metre (ovvero Classe Un Metro) è una classe di imbarcazioni radiocomandate della lunghezza di 1 metro.
Gli scafi che appartengono a questa classe di imbarcazioni devono rigorosamente attenersi alle rigide regole di stazza imposte dall'ISAF–RSD Permanent Committee, il quale ha facoltà di aggiornarne i contenuti annualmente.
La classe è stata sviluppata dal ed adottata come classe internazionale nel 1988. Tra gli scafi radiocomandati la classe "1 Metro" è sicuramente quella che vanta un maggior numero di partecipanti, e dà vita ogni anno a campionati nazionali e internazionali di altissimo livello.
In Italia le regate di questa classe sono regolamentate dalla "Lega Navimodellistica Sportiva Modelvela Italia", associazione costituita nel 1979 con sede a Genova ed è riconosciuta, quale unico ente per la vela RC, dalla Federazione Italiana Vela e dal CONI. È inoltre affiliata all'International Sailing Federation (ISAF-RSD). La sua presenza sul territorio è garantita dai Circoli e dalle Associazioni, ad essa affiliati, presenti in tutte le regioni del paese, i quali annoverano centinaia di iscritti.

## Storia
La International One Metre Class Association fu fondata nel 2003 con lo scopo di promuovere le gare di tale classe. Questa funzione fu inizialmente portata avanti dalla International Radio Sailing Association (conosciuta ISAF-RSD o Radio Sailing Division). La continuità dei titoli IRSA sono tenuti per i campionati del mondo dalla supervisione della International Sailing Federation.